# Port lotniczy Coimbatore
Port lotniczy Coimbatore (IATA: CJB, ICAO: VOCB) – port lotniczy położony w Peelamedu, 21 km od centrum Coimbatore, w stanie Tamil Nadu, w Indiach.